# Kirche von Garde

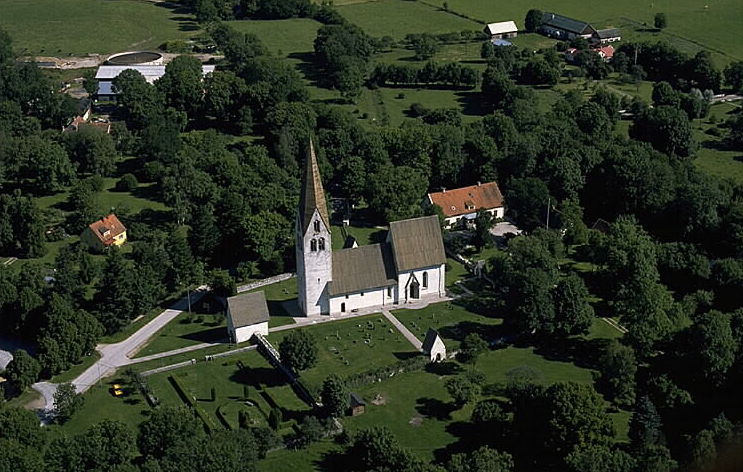
Kirche von Garde

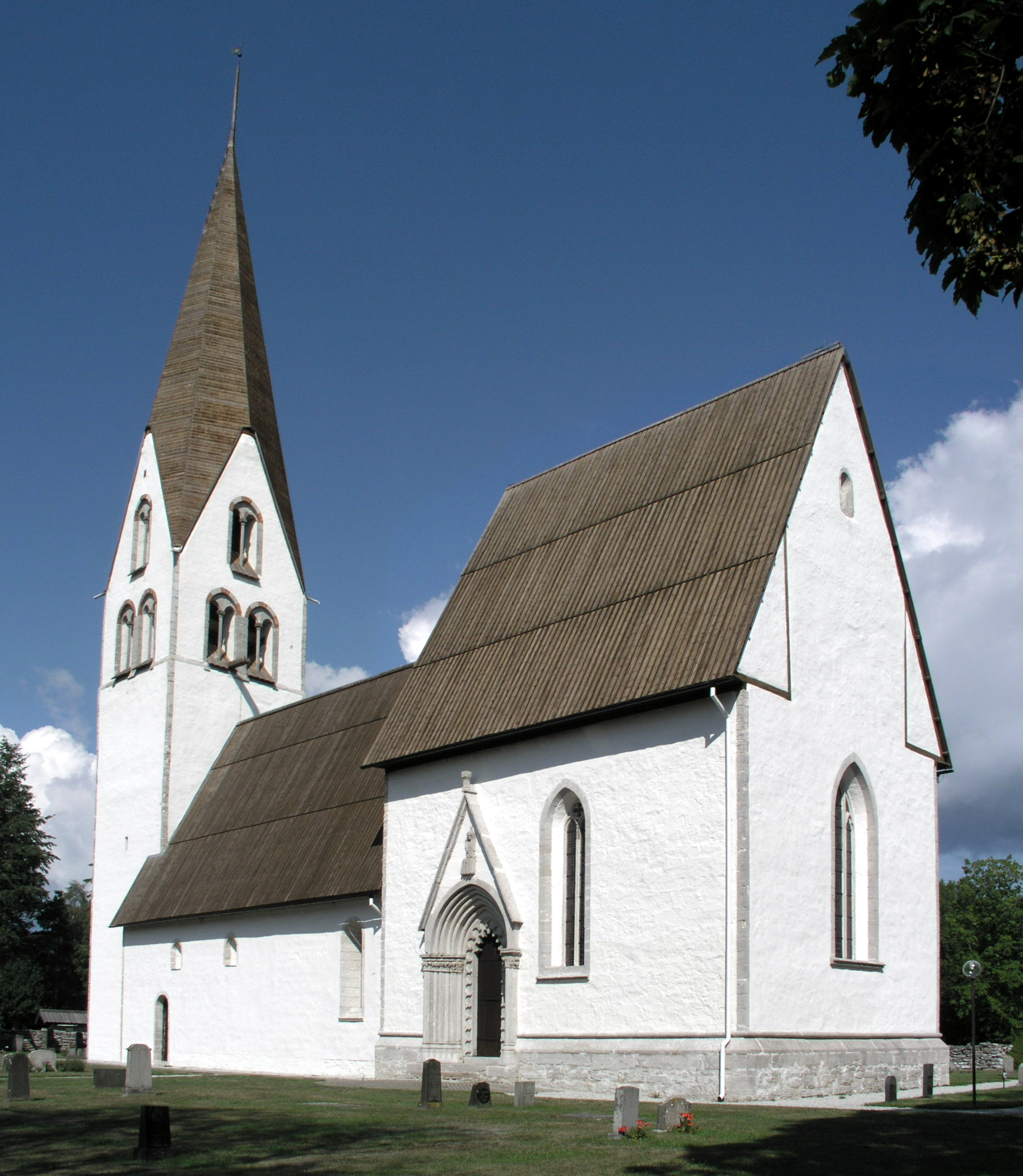
Garde, ein Beispiel für eine Sattelkirche

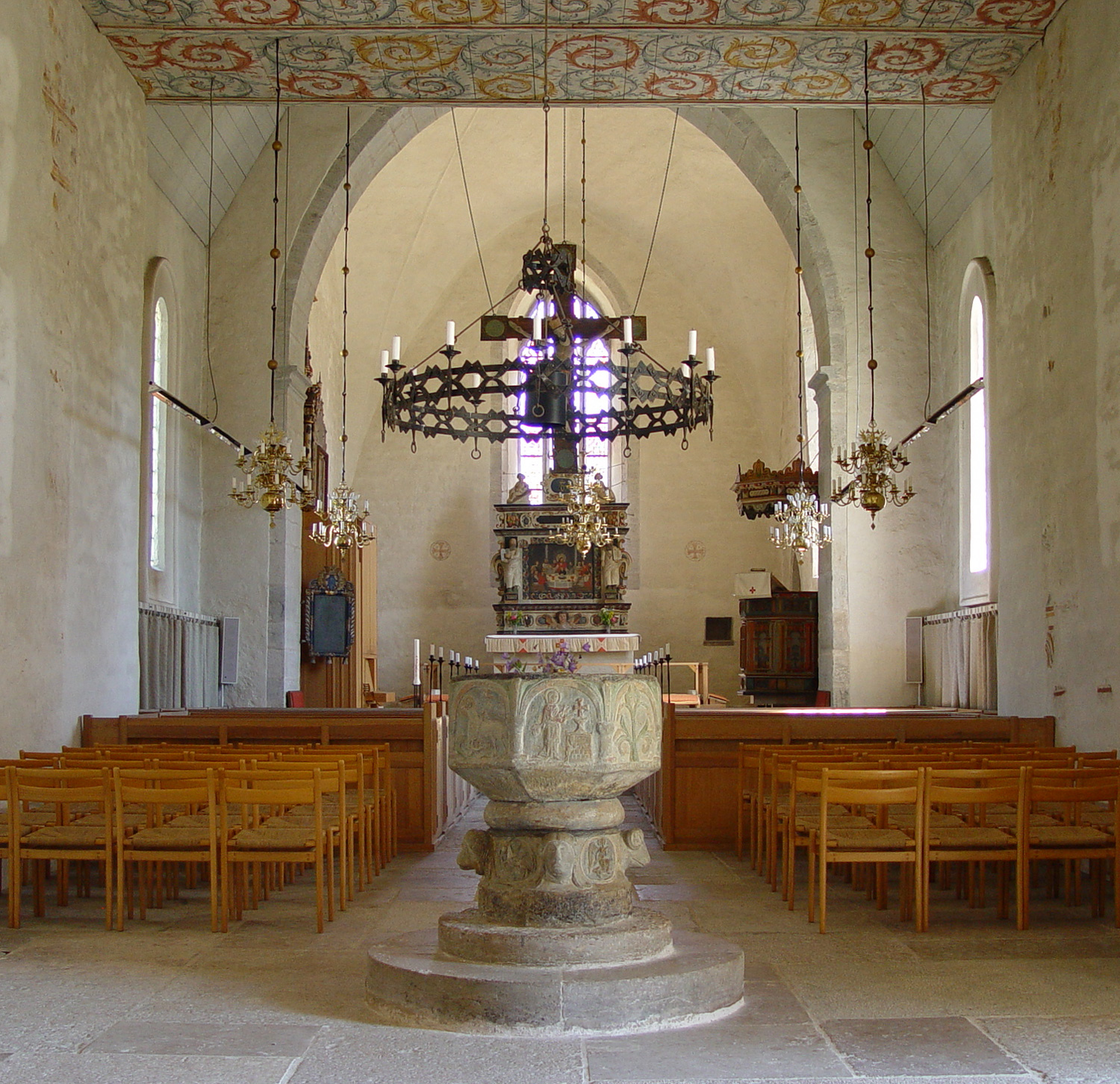
Ein Taufbecken des Byzantios aus dem 12. Jahrhundert

Die steinerne Kirche von Garde, auch Kirche von Garda (schwedisch Garde kyrka oder Garda kyrka), liegt auf Gotland und zählt zu den ältesten schwedischen Kirchen. Sie stammt in der heutigen Form aus dem 12. bis 14. Jahrhundert und ersetzte eine Holzkirche, von der nur die Pfostenlöcher verbürgt sind (Grabung 1968). Von der alten Kirchhofsmauer sind die vier Tore erhalten.
Die Kirche liegt in der Nähe der Ostküste, 6 km westlich von Ljugarn und 39 km südöstlich von Visby.

## Das Langhaus
Der noch sockellose, kleinportalige, archaische romanische Bau ist der älteste Teil der heutigen Kirche. Darauf verweisen auch die steinernen Sitzbänke an den Längsseiten. Über dem Westteil des Langhauses befindet sich als Besonderheit der auf 1140 datierbare, elegant verzierte mittelalterliche Dachstuhl. Das im Langhaus aufgestellte Taufbecken stammt von dem Meister, der in der Historie den Namen Byzantios erhielt. Das bescheidene Triumphkreuz stammt ebenfalls aus dem 12. Jahrhundert.

## Der Turm
Der mit dem Langhaus errichtete erste Kirchturm wurde bereits während des 13. Jahrhunderts verlängert. Der Turmbogen ist, wie auch der Westteil des Langhauses, mit Kalkmalereien im byzantinischen Stil geschmückt. Der Künstler, der mit Fragmenten auch in der Kirche von Källunge vertreten ist, kam offenbar von jenseits der Ostsee.

## Der Chor und die Sakristei
Der heutige, deutlich höher als das Langhaus errichtete gotische Bau – insofern handelt es sich um eine auf Gotland als Sattelkirche bezeichnete Form – ersetzte im 14. Jahrhundert den romanischen Chor mit Apsis. Er war als erster Abschnitt eines Umbaus geplant, der aber nicht weiter betrieben wurde. Bemalte hölzerne Epitaphe an der Nordwand des Chores stammen von 1661 und 1670. Hier wurde in den 1960er Jahren eine Orgel errichtet. Die 1662 errichtete Kanzel wurde 1699 bemalt. Im Jahre 1689 wurde ein Altaraufsatz aus Burgsviker Sandstein angeschafft. Die Glasmalerei im Ostfenster wurde 1974 von Randi Fisher geschaffen.

## Bildsteine in der Kirche
Auf dem Friedhof nördlich der Kirche wurde eine Anzahl von christlichen Bestattungen aus der Wikingerzeit (800–1050 n. Chr.) mit reichen Funden entdeckt. Bei der Restaurierung der Kirche stieß man im Fußboden auf fünf Bildsteine oder deren Fragmente. Darunter befanden sich solche der älteren und der jüngeren Gruppe. Einer der älteren Bildsteine zeigt ein schönes Wirbelrad und zwei pferdeähnliche Tiere, in lebendiger Bewegung gegeneinander gerichtet. Sie stellen, laut Peter Nylén, eine Abwandlung des alten Motivs „Streit zwischen Gut und Böse“ dar: eine Hengsthatz, die außer ihrem religiösen und magischen Charakter als Schauspiel diente.